# Pedro Lima Barros
Pedro Lima Barros (Brasilia, 27 marzo 2003) è un calciatore brasiliano, centrocampista dell'Osijek in prestito dal Palmeiras.

## Carriera

### Club
Cresciuto nel settore giovanile del Palmeiras, ha debuttato in prima squadra il 6 aprile 2023 nell'incontro di Coppa Libertadores perso 3-1 contro il Bolívar; il 23 agosto 2023 è stato ceduto in prestito al Norwich City, club della seconda divisione inglese,  dove ha trascorso una stagione in Under-21. Il 26 giugno 2024 è passato con la stessa formula all'Osijek, club della prima divisione croata.

### Nazionale
Ha giocato con la nazionale brasiliana Under-20.

## Statistiche

### Presenze e reti nei club
Statistiche aggiornate al 27 aprile 2025.
| Stagione        | Squadra         | Campionato      | Campionato | Campionato | Coppe nazionali | Coppe nazionali | Coppe nazionali | Coppe continentali | Coppe continentali | Coppe continentali | Altre coppe | Altre coppe | Altre coppe | Totale | Totale | Totale |
| Stagione        | Squadra         | Comp            | Pres       | Reti       | Comp            | Pres            | Reti            | Comp               | Pres               | Reti               | Comp        | Pres        | Reti        | Pres   | Reti   |        |
| --------------- | --------------- | --------------- | ---------- | ---------- | --------------- | --------------- | --------------- | ------------------ | ------------------ | ------------------ | ----------- | ----------- | ----------- | ------ | ------ | ------ |
| 2023            | Palmeiras       | A1/SP+A         | 0          | 0          | CB              | 0               | 0               | CL                 | 1                  | 0                  | -           | -           | -           | 1      | 0      |        |
| 2023-2024       | Norwich City    | FLC             | 0          | 0          | FACup+CdL       | 0               | 0               | -                  | -                  | -                  | -           | -           | -           | 0      | 0      |        |
| 2024-2025       | Osijek          | HNL             | 24         | 2          | CC              | 4               | 1               | -                  | -                  | -                  | -           | -           | -           | 28     | 3      |        |
| Totale carriera | Totale carriera | Totale carriera | 24         | 1          |                 | 4               | 1               |                    | 1                  | 0                  |             | -           | -           | 29     | 1      |        |

## Palmarès

### Club

#### Competizioni giovanili
- Copa São Paulo de Futebol Júnior: 1

Palmeiras: 2023